# Karwin (województwo lubuskie)

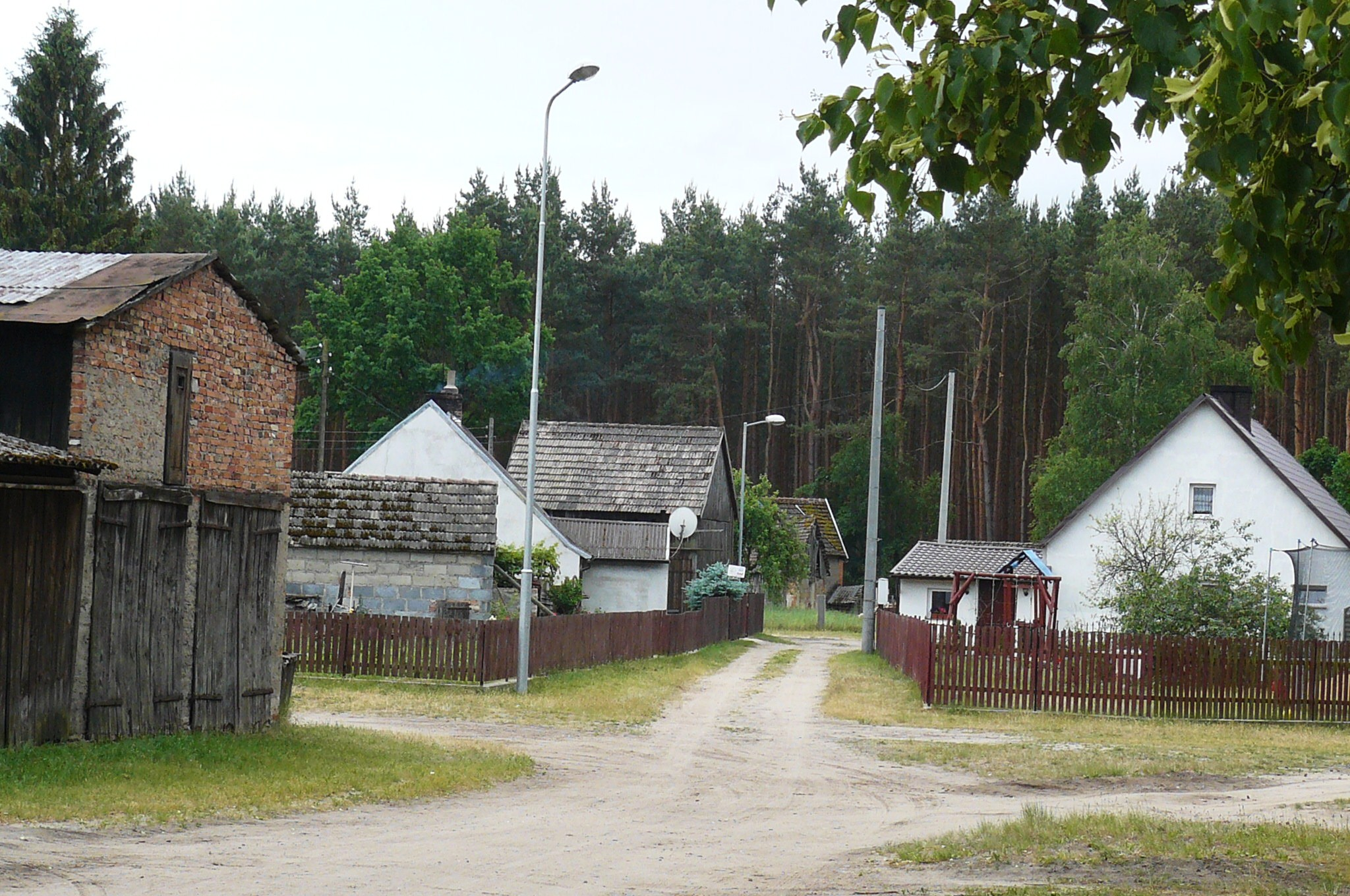
Fragment zabudowy

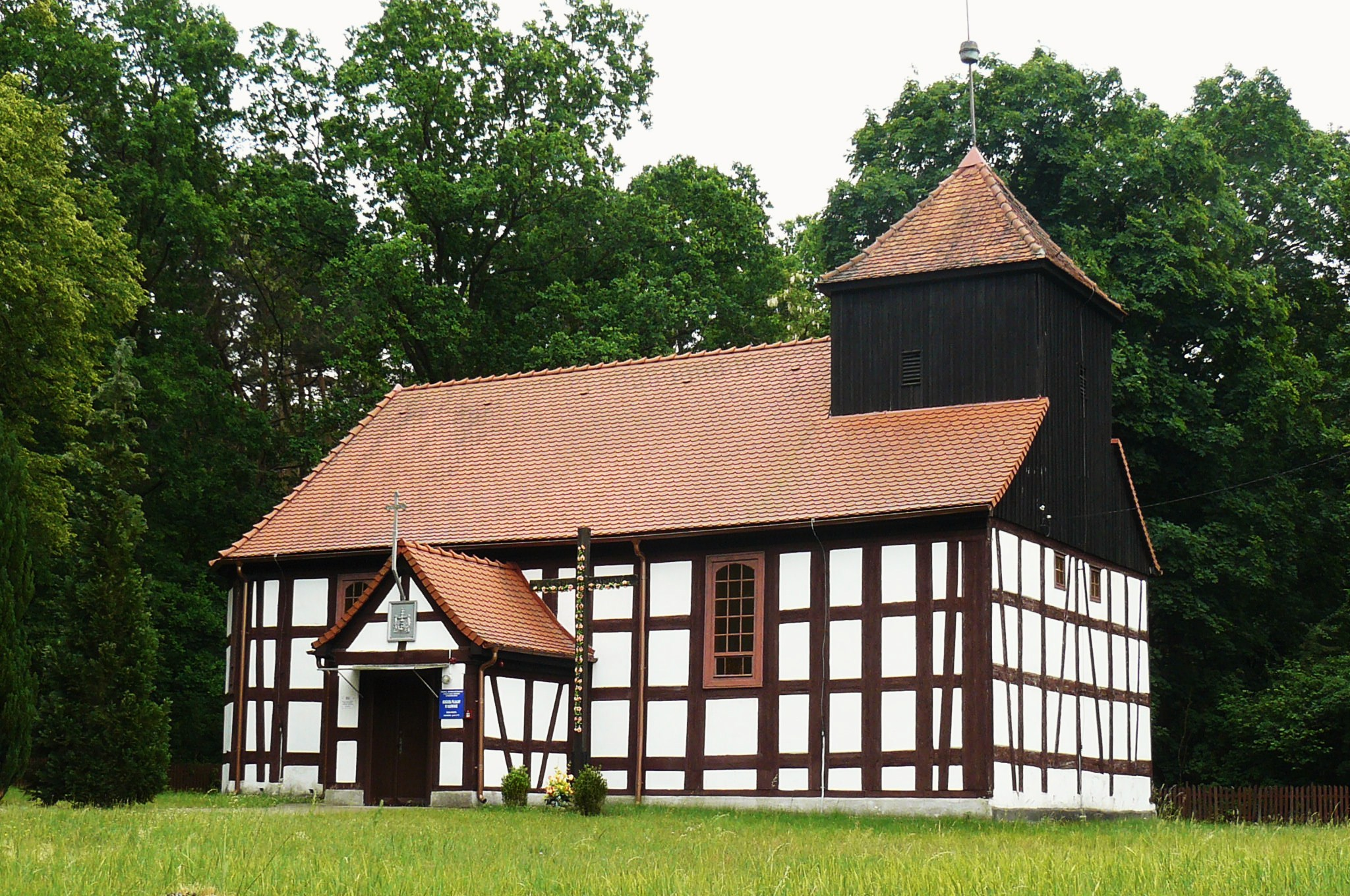
Kościół Podwyższenia Krzyża Świętego

Karwin – wieś sołecka w Polsce położona w województwie lubuskim, w powiecie strzelecko-drezdeneckim, w gminie Drezdenko, przy drodze wojewódzkiej nr 176.

## Położenie
Wieś leży w północnej części Puszczy Noteckiej, 8 km na południowy wschód od Drezdenka, nad stawem i rzeczką Rudawa, lewym dopływem Noteci. 

## Historia
Nazwa osady może pochodzić od słowiańskiego słowa karw czyli wół. Wieś wzmiankowana po raz pierwszy w 1602 r. w związku z istniejącą tu kuźnicą, podlegającą zamkowi w Drezdenku. Gdy wyczerpały się złoża rudy żelaza (w 1715 r.) założono tutaj młyn i folusz. W latach 1778–1795 na miejscu starszej świątyni wzniesiono szachulcowy kościół z przysadzistą, kwadratową wieżą. Majątek często zmieniał właścicieli: w XVII w. był nim Bogumił Horn, po 1784 r. komisarz Mittlestadt, na przełomie XVIII i XIX w. rotmistrz von der Osten i jego spadkobiercy. W połowie XIX w. kolejny właściciel August von Rochow skanalizował okoliczne łąki i wybudował cegielnię. Po II wojnie światowej w Karwinie mieściła się siedziba Nadleśnictwa Karwin, przeniesiona później do Drezdenka.
W latach 1975–1998 miejscowość administracyjnie należała do województwa gorzowskiego.

## Zabytki i osobliwości
Do wojewódzkiego rejestru zabytków wpisany jest:
- kościół ewangelicki, obecnie rzymskokatolicki pod wezwaniem Podwyższenia Krzyża, szachulcowy z XVIII wieku, z barokowym ołtarzem,

inne zabytki i osobliwości:
- budynek dawnej siedziby nadleśnictwa z lat 20. XX w. z szachulcowym poddaszem i zespołem budynków gospodarczych,
- pomnik partyzancki z 2014, upamiętniający antyhitlerowską akcję zbrojną dokonaną 14 października 1944[4],
- starodrzewy: dęby, buki lipy, zachowały się w parku,
- młyn wodny na mostku na Rudawie.